# Balș
Balș là một thị xã thuộc hạt Olt, România. Dân số thời điểm năm 2002 là 21194 người.